# بوسکالیس
بوسکالیس (به هلندی: Boskalis) شرکت ساخت‌وساز هلندی است، که دفتر مرکزی آن در شهر پیپتدرخت، هلند
قرار دارد.
شرکت بوسکالیس یا رویال بوسکالیس یکی از بزرگترین شرکت‌ها در زمینه احداث، تعمیر و نگهداری زیرساخت‌ها و سازه‌های دریایی در جهان به‌شمار می‌آید. این شرکت همچنین دارای بزرگترین ناوگان لایروبی در سطح بین‌المللی می‌باشد.
شرکت بوسکالیس در سال ۱۹۱۰ تحت نام شرکت بوس اند کالیس، توسط چند خانواده هلندی تأسیس شد. بخشی از سهام شرکت رویال بوسکالیس در بازار بورس اوراق بهادار یورونکست آمستردام معامله می‌شود و جزئی از شاخص آای‌اکس هلند می‌باشد.